# ハイロ・キンテロス
ハイロ・キンテロス・シエラ（Jairo Quinteros Sierra, 2001年2月7日 - ）は、ボリビア・サンタクルス県サンタ・クルス・デ・ラ・シエラ出身のサッカー選手。レアル・サラゴサ所属。ポジションはDF。

## クラブ経歴
2014年にスペインに渡り、バレンシアCFのカンテラに入所。2016年にU-18チームに昇格。2017-18シーズンはFCカルタヘナにローン移籍の形でU-19チームでプレー。その後もバレンシアCFのユースチームでプレーしてきたものの、プロ契約は結ばず、2020年2月13日に同年よりメジャーリーグサッカー (MLS)に参入するインテル・マイアミCFと契約し、即クラブ・ボリバルへの1年間のローン移籍に合意。28日のレアル・サンタクルス戦でプロデビューを果たした。
2022年9月1日、レアル・サラゴサに2年契約で移籍した。

## 代表歴
2019年にU-20のボリビア代表として南米ユース選手権に出場。2020年にはU-23代表としてCONMEBOLプレオリンピック大会に出場した。